# 楊景宗
杨景宗（?—?），字正臣，北宋益州郫县（今四川省成都市郫都区）人。宋真宗章惠皇后从父弟。少年时赌博、无赖，客居京师。
杨氏入宫为美人，他官任补茶酒班殿侍、西头供奉官、閤门袛候。因故降职，后来官复为东染院副使。杨氏为太后，他进官崇仪使，领连州刺史、扬州兵马钤辖、舒州团练使、兵马总管。杨太后去世，他改任成州防御使，在皇仪殿失礼，贬出东京开封为兖州总管，后来改任天雄军副都总管。他恃宠犯法，贬郓州鈐辖、齐州都监，改居卫州。杨景宗性情贪婪暴虐，所任地区为当地人愤恨，屡起屡贬。后为左监门卫大将军，均州安置，起复为汝州鈐辖。
最后官至建宁军留后，提举在京诸司库务，期間遭遇坤寧宮事變。他死后赠官安武军节度使兼太尉，谥号庄定。

## 延伸阅读
[在维基数据编辑]
 《宋史/卷463》，出自脱脱《宋史》